# Нова Миханиона
Нова Миханиона (грч. Νέα Μηχανιώνα, Неа Миханиона) је приморски град у општини Солунски Залив у периферији Средишња Македонија, Грчка. Према попису из 2021. године било је 7.846 становника.
Нова Миханиона је подигнута после 1922. године насељавањем 431 грчка избегличка породица из Турске, укупно 1.791 особа. На попису из 1940. године Нова Миханиона је имала 2.283 становника.